# Piaggio Vespa PX
La Vespa PX è uno scooter italiano prodotto dalla Piaggio di Pontedera dal 1977 al 2017.
Nel 2013 il modello ha superato i 3 milioni di esemplari venduti.

## Storia
La Vespa PX è il modello di maggior successo della serie Piaggio Vespa.
Alla sua presentazione al Salone di Milano del 1977, la nuova vespa fu battezzata come Nuova Linea.
A Milano il 10 ottobre 1977 la PX venne  presentata al pubblico con una versione "gigante" pesante 700 kg, con a bordo alcune ragazze vestite con tuta da meccanico.
La P125X fu l'apripista del nuovo telaio che vantava novità tecniche di rilievo come la nuova  sospensione anteriore anti-affondamento, che garantiva una maggiore stabilità in frenata e la nuova sospensione posteriore con escursione maggiorata da 70 a 91 mm.
Venduta a 808.630 lire, l'ottavo di litro di casa Piaggio offriva freni a tamburo, motore monocilindrico con testa in alluminio, telaio a scocca portante in acciaio di 1,5 mm di spessore e una discreta autonomia grazie ai quasi 30 km con un litro di miscela al 2%. Gli indicatori di direzione, non obbligatori all'epoca, erano offerti come optional a costo di Lire 45.000. Abbinata agli indicatori di direzione era la chiave d'accensione di tipo automobilistico, pur non essendo questo modello dotato di motorino di avviamento o batteria.
Insieme al modello di 125 cm³, la casa di Pontedera presentò anche la P 200 E (che, nonostante il nome, faceva parte della stessa famiglia di scooter) che rappresentava il top di gamma in fatto di cilindrata ed era dotata di accensione elettronica Ducati. Pochi mesi più tardi, nel 1978, venne presentata al pubblico anche la P 150 X.
I tre modelli della PX mantennero queste caratteristiche fino al 1981 quando venne introdotta su tutta la gamma l'accensione elettronica già presente sulla 200. 
Le sigle dei modelli vennero di conseguenza modificati in PX125E, PX150E e (dal 1982) PX200E, dove la E indicava appunto "Elettronica". 
Il 1981 fu inoltre l'anno del lancio della PX80E, con motore da 79,77 cm³ (alesaggio 46 mm, corsa 48 mm) con potenza di 5 kW a 6000 giri/min, destinata esclusivamente all'esportazione concepita per le norme di limitazione di cilindrata vigenti in alcuni paesi d'Europa. 
Nel Gennaio 1982 nasce la prima serie Arcobaleno caratterizzata dalla stessa sigla dei precedenti modelli con l'aggiunta di una piccola banda a quattro colori sotto la sigla (azzurro, rosso, giallo e verde, appunto un arcobaleno).
La Vespa PX Arcobaleno fu rivista in diversi particolari estetici e meccanici (la sella era di diverso disegno e più imbottita, la pedana centrale più ampia, non più di gomma ma in plastica grigio/nera, la strumentazione più grande di diverso disegno con inserito l'indicatore di livello carburante, il bordoscudo non più in alluminio corodal ma in plastica, il bauletto portaoggetti di forma diversa più ampio, il nuovo faro posteriore, la nuova griglia copriclacson, il freno anteriore con camma flottante autocentrante, la forcella anteriore di sezione grande, il paraschizzi posteriore di nuovo disegno interamente in plastica grigia.
Nel 1983 con l'ufficializzazione ci fu la prima evoluzione significativa con l'aggiunta della batteria servizi (optional) e nel 1984 fu disponibile anche l'inedita versione "Elestart" con avviamento elettrico, con pulsante di avviamento motore  .
Il 1985 vide il lancio della 125 T5 Pole Position, versione sportiva della gamma PX, il cui nome indica l'alimentazione a cinque travasi e il nome di un trofeo assegnato dalla Piaggio all'autore della pole position nei Gran Premi di Formula 1, il cui premio consisteva in una Vespa. Nelson Piquet, vincitore del trofeo nel 1984, ne ottenne nove e l'opportunità di firmare con il proprio nome una linea di accessori per lo scooter di Pontedera. L'estetica era connotata dal faro rettangolare (anziché tondo) sormontato da un cupolino, dal posteriore a "coda tronca" e da uno spoiler anteriore; nuova e più completa la strumentazione, dotata anche di contagiri digitale. La meccanica fu ampiamente rivista rispetto alla 125 Arcobaleno: nuovo il gruppo termico, caratterizzato dal cilindro in alluminio cromato (prodotto da Gilardoni) anziché in ghisa come le altre PX, con diverse misure di alesaggio e corsa (da 52,5x57 mm a 55x52 mm) ed alettatura di testa e cilindro maggiorata, incrementato il rapporto di compressione a 11:1, carburatore da 24 mm, marmitta ad espansione, freni potenziati. Con tutte queste modifiche la potenza saliva a quasi 12 CV (contro i 7,75 della versione standard) e la velocità massima a 105 km/h (contro 97). Anche la T5 era disponibile con avviamento elettrico e miscelatore.
La Vespa PX rimase in listino per il mercato italiano fino al 1988 quando venne sostituita dalla Piaggio Cosa, continuando ad essere commercializzata all'estero.
Ritornò sul mercato nazionale nel 1994, a seguito del mancato riscontro commerciale della Cosa, quando la Piaggio decise di riproporre la gamma PX Arcobaleno al completo aggiornandone la meccanica (ora con avviamento elettrico e miscelatore di serie) ma mantenendo una linea fedele all'originale. L'anno successivo, per celebrare il 50º anniversario della Vespa, fu lanciata la serie speciale Classic, contraddistinta dal colore giallo e dalla sella di color senape.

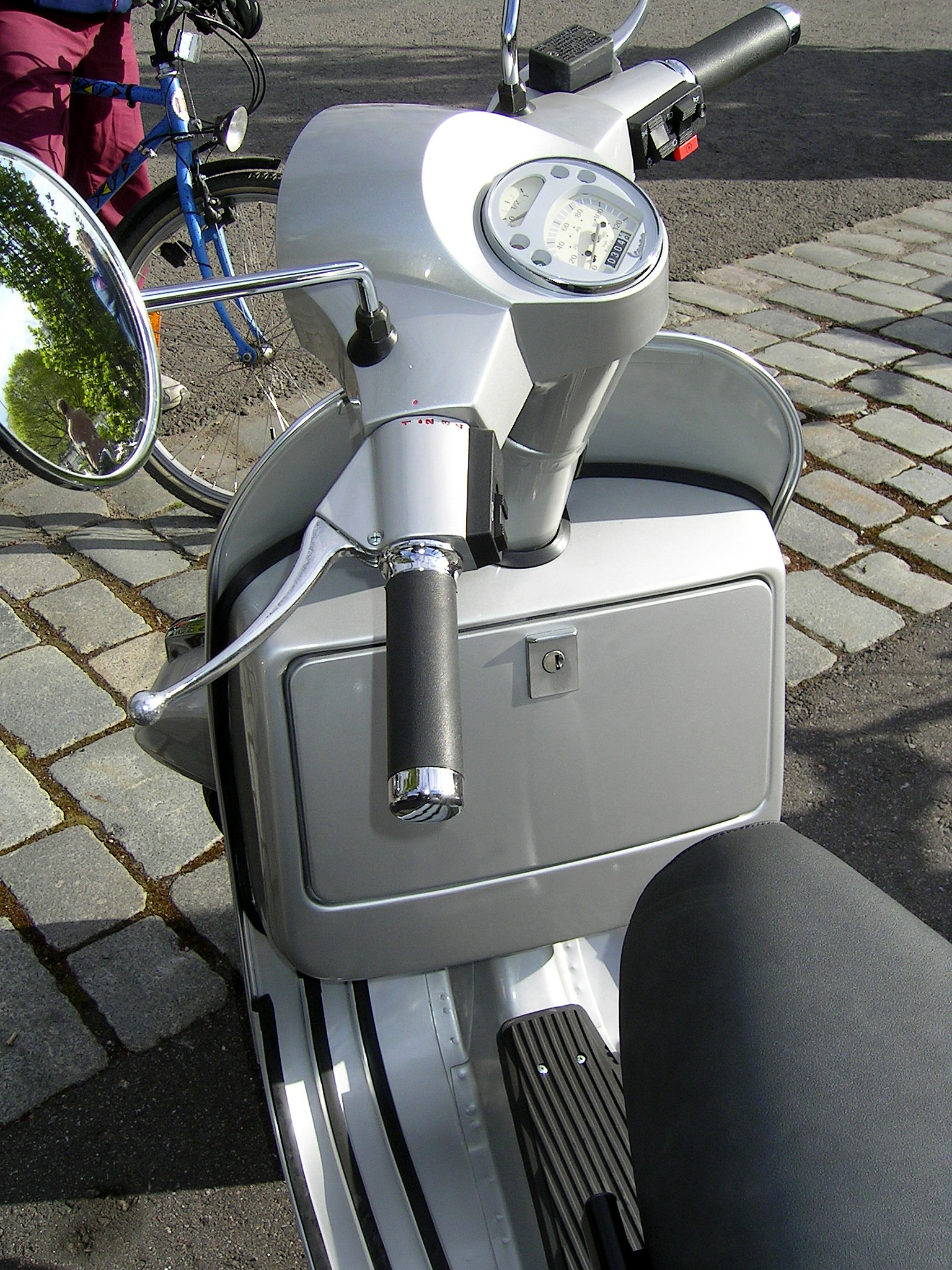
Particolarità del cruscotto e dei comandi della nuova Vespa PX

Un importante aggiornamento avvenne nel 1998, con l'introduzione del freno a disco anteriore (modello M09). L'anno seguente la PX si adeguò alle norme antinquinamento, adottando un catalizzatore a due vie (modello M18). Ciò impose l'eliminazione dalla gamma della cilindrata 200.
Nel 2000 in occasione del nuovo millennio venne prodotto un modello in serie limitata di 2000 pezzi PX Time 2000 con un colore azzurro argento sella di color azzurro bauletto in cuoio con logo piaggio a fuoco e specchietti cromati.
Nel 2001 la PX subì un restyling, in seguito al quale mutarono i fanali, la strumentazione, gli indicatori di direzione e la sella; ritornò inoltre sullo scudo il marchio Piaggio a "scudetto", non più impiegato dal 1967.
La PX esce di produzione alla fine del 2007 con la serie Vespa P125X Ultima Serie che va dal telaio numero ZAPM0930200020001 fino al ZAPM0930200021000 e riportante una targhetta rivettata sulla parte superiore sinistra del bauletto, indicante anche il numero progressivo, ma già l'anno successivo il produttore indiano LML, approfittando della scadenza dei limiti temporali di validità dei brevetti sui disegni e dei brevetti sulle invenzioni industriali del longevo scooter, produce e vende in tutto il mondo un motociclo esteticamente identico, ma aggiornato ai nuovi requisiti antinquinamento Euro 3. Il successo di questo modello ha indotto Piaggio a rivedere la sua politica; la PX è stata ripresentata al Salone di Milano nel 2010 ritornando poi a listino nel 2011.
Da gennaio 2017, anno in cui anche la concorrente LML chiude per insolvenza e di conseguenza la Star (concorrente diretta della Vespa) non viene più prodotta, la Piaggio sospende la produzione del PX per via dell'eccessivo costo nell'adeguamento alle nuove normative anti-inquinamento "Euro 4" e per l'obbligo di avere l'ABS, a fronte dei numeri di vendita sempre più ridotti.